# Пролетарский (Мостовский район)
Пролета́рский — хутор в Мостовском районе Краснодарского края России. 
Входит в состав Мостовского городского поселения.

## Население
| 2002 | 2010 |
| ---- | ---- |
| 169  | ↗242 |

## Улицы
На хуторе имеется одна улица: Красная. 